# Pascoea
Pascoea – rodzaj chrząszczy z rodziny kózkowatych. 

## Zasięg występowania
Przedstawiciele tego rodzaju występują na Nowej Gwinei, Archipelagu Bismarcka, Wyspach Aru oraz Molukach.

## Systematyka
Do Pascoea należy 17 gatunków:
- Pascoea augustana
- Pascoea bilunata
- Pascoea bimaculata
- Pascoea brunneoalba
- Pascoea coeruleogrisea
- Pascoea degenerata
- Pascoea dohrni
- Pascoea exarata
- Pascoea idae
- Pascoea meeki
- Pascoea mimica
- Pascoea parcemaculata
- Pascoea spinicollis
- Pascoea thoracica
- Pascoea torricelliana
- Pascoea undulata
- Pascoea wareoensis